# Atol Moruroa
O Atol Moruroa (por vezes, chamado por erro de Mururoa) localiza-se no Arquipélago de Tuamotu, na Polinésia Francesa. Tornou-se conhecido, tal como o atol Fangataufa, desde que a França ali iniciou seus testes nucleares. Entre 1966 e 1974 foram feitos 46 testes atmosféricos e 150 subterrâneos.
Embora os antigos polinésios conhecessem o atol de Moruroa pelo nome ancestral de Hiti-Tautau-Mai, não existe prova histórica de que tenha sido permanentemente habitado.
O primeiro registo de um europeu a visitar o atol é o do comandante Philip Carteret a bordo do HMS Swallow em 1767, apenas alguns dias antes de ter descoberto Pitcairn. Carteret chamou Moruroa como "Ilha do Bispo de Osnaburgh".
Em 1985 o navio Rainbow Warrior do Greenpeace esteve fazendo protestos na região.
Em setembro de 1995, houve uma série de manifestações em todo mundo contra a retomada de testes na região fazendo com que os novos testes fossem interrompidos em janeiro de 1996.